# Eucalyptus deuaensis
Eucalyptus deuaensis là một loài thực vật có hoa trong Họ Đào kim nương. Loài này được Boland & P.M.Gilmour mô tả khoa học đầu tiên năm 1987.